# Gutenberg (cràter)

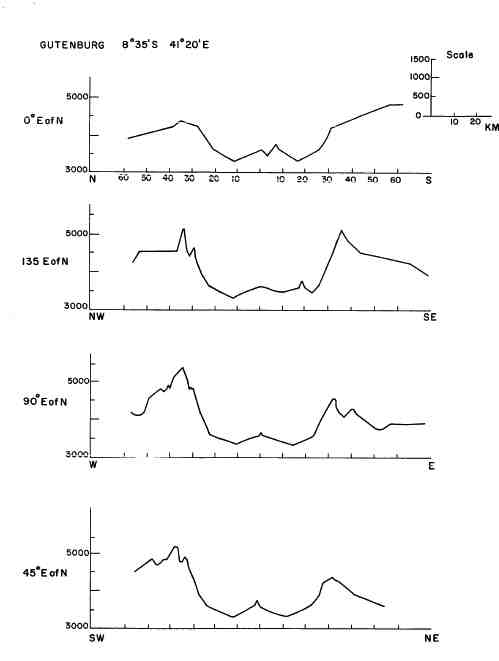
Perfils transversals de Gutenberg

Gutenberg és un cràter d'impacte que es troba en el bord oest del Mare Fecunditatis, en l'orient de la cara visible de la Lluna. Al sud-est es troba el cràter Goclenius, i al sud-est apareixen Magallanes i Colom. A l'oest-sud-oest es localitza el cràter Gaudibert, situat al costat dels Montes Pyrenaeus que corren cap al sud des de Gutenberg.
La vora de Gutenberg està desgastada i erosionada, sobretot en l'est, on és envaït pel cràter de superposició Gutenberg I. Aquest cràter al seu torn té llacunes en els sectors del seu brocal sud-est i sud-oest, que cap a l'est formen un pas al mar lunar. També presenta esquerdes i valls en el bord sud, on s'uneix a Gutenberg C. Al seu torn el cràter Gutenberg A envaeix el bord sud-oest.
Els sòls de Gutenberg i de Gutenberg E han estat inundats en el passat per la lava, formant un terreny relativament pla en la seva part inferior. Aquesta superfície és interrompuda en el nord-est per un parell de canons que formen part de les Rimae Goclenius, que s'estenen cap al nord-oest de la regió del cràter Goclenius. L'elevació central de Gutenberg és un rosari semi-circular de pujols de major altura en el sud, amb la part còncava oberta cap a l'est. El fons del cràter no presenta altres trets significatius.

## Cràters satèl·lit
Per convenció aquests elements són identificats en els mapes lunars posant la lletra en el costat del punt mitjà del cràter que està més prop de Gutenberg.
|           | \| Gutenberg \| Coordenades \| Diàmetre \| \| --------- \| ------------------------------------ \| -------- \| \| A \| 9° 00′ S, 39° 54′ E / 9.0°S,39.9°E \| 15 km \| \| B \| 9° 06′ S, 38° 18′ E / 9.1°S,38.3°E \| 15 km \| \| C \| 10° 00′ S, 41° 06′ E / 10.0°S,41.1°E \| 45 km \| \| D \| 10° 54′ S, 42° 48′ E / 10.9°S,42.8°E \| 20 km \| \| E \| 8° 12′ S, 42° 24′ E / 8.2°S,42.4°E \| 28 km \| \| F \| 10° 12′ S, 42° 36′ E / 10.2°S,42.6°E \| 8 km \| \| G \| 6° 00′ S, 40° 00′ E / 6.0°S,40.0°E \| 32 km \| \| H \| 6° 42′ S, 39° 00′ E / 6.7°S,39.0°E \| 5 km \| \| K \| 7° 12′ S, 40° 48′ E / 7.2°S,40.8°E \| 6 km \| |          |
| Gutenberg | Coordenades | Diàmetre |
| A         | 9° 00′ S, 39° 54′ E / 9.0°S,39.9°E | 15 km    |
| B         | 9° 06′ S, 38° 18′ E / 9.1°S,38.3°E | 15 km    |
| C         | 10° 00′ S, 41° 06′ E / 10.0°S,41.1°E | 45 km    |
| D         | 10° 54′ S, 42° 48′ E / 10.9°S,42.8°E | 20 km    |
| E         | 8° 12′ S, 42° 24′ E / 8.2°S,42.4°E | 28 km    |
| F         | 10° 12′ S, 42° 36′ E / 10.2°S,42.6°E | 8 km     |
| G         | 6° 00′ S, 40° 00′ E / 6.0°S,40.0°E | 32 km    |
| H         | 6° 42′ S, 39° 00′ E / 6.7°S,39.0°E | 5 km     |
| K         | 7° 12′ S, 40° 48′ E / 7.2°S,40.8°E | 6 km     |